# برترام بیرلرزر
برترام بیرلرزر (انگلیسی: Bertram Beierlorzer؛ زادهٔ ۳۱ مهٔ ۱۹۵۷) بازیکن فوتبال سابق اهل آلمان است.
از باشگاه‌هایی که در آن بازی کرده‌است می‌توان به باشگاه فوتبال بایرن مونیخ، باشگاه فوتبال اشتوتگارت، و باشگاه فوتبال نورنبرگ اشاره کرد.
وی همچنین در تیم‌های ملی فوتبال Germany national football B team و زیر ۲۱ سال آلمان بازی کرده‌است.